# Aulacoderus endoedyi
Aulacoderus endoedyi là một loài bọ cánh cứng trong họ Anthicidae. Loài này được van Hille miêu tả khoa học năm 1985.